# Leo Tschenett
Leo Tschenett (* 4. Juni 1937 in Innsbruck; † 8. Juli 2012 in Ranggen) war ein österreichischer Fußballspieler.

## Leben
Tschenett wechselte 1958 vom SV Innsbruck zum FC Wacker Innsbruck, wo er als Torhüter in der damaligen Staatsliga A (heute Bundesliga) spielte. 1970 gewann er mit dem Verein den ÖFB-Cup. In der Saison 1970/71 war Tschenett maßgeblich daran beteiligt, dass der FC Wacker Innsbruck seinen ersten Meistertitel in der Vereinsgeschichte gewinnen konnte. Insgesamt bestritt Tschenett, der zuerst in Gernot Fraydl und später in Herbert Rettensteiner starke Konkurrenten hatte, unter dem Trainerduo Branko Elsner/Otto Barić für den FC Wacker Innsbruck 56 Meisterschaftsspiele und ein Europacup-Spiel gegen Partizan Tirana. Nach Abschluss seiner Profikarriere kehrte Tschenett zum SV Innsbruck zurück.
Selbst im hohen Alter blieb er bei Seniorenspielen und als Tormanntrainer, zuletzt in der Regionalliga West bei der SPG Axams/Götzens, aktiv.
Am 8. Juli 2012 brach Tschenett zu einer Wanderung in den Stubaier Alpen auf das Rangger Köpfl auf. Am Nachmittag wurde der 75-Jährige noch auf 1663 Metern Seehöhe in einem Gasthaus gesehen. Nachdem er abends nicht zu Hause ankam, wurde eine Suchaktion gestartet, die vorerst erfolglos blieb. Am 12. Juli 2012 wurde Tschenett im Rahmen einer weiteren Suchaktion etwa einhundert Meter unterhalb des Weges in einem steilen Graben im Wald tot aufgefunden.
Tschenett war verwitwet und Vater einer Tochter und einem Sohn.

## Erfolge
- 1 × Österreichischer Meister: 1971
- 1 × Österreichischer Cupsieger: 1970